# 本茶峠
本茶峠（ほんちゃとうげ、ふんちゃとうげ）は、鹿児島県奄美市名瀬町と同県大島郡龍郷町にある峠。

## 概要
標高は289m。名瀬中心部の東側に位置し、昔から交通の難所であった。峠の南側には国道58号の本茶トンネル（本茶バイパス）が通っているため交通量は少ない。峠の頂上部には気象庁名瀬測候所の本茶峠気象レーダー観測所が置かれている。奄美大島では県道や国道が整備される以前、北から順に長雲峠、本茶峠、朝戸峠、和瀬峠、三太郎峠、網野子峠、地頭峠と並ぶ南北に伸びる尾根筋を中心に、尾根筋から集落へと通じる切通が整備されていた。

## 歴史
大正6年(1917年)頃に本茶峠を超える新道が開通した。昭和61年(1986年)本茶トンネルが開通すると交通量は減少した。